# Pedro Morisco
Pedro Luccas Morisco da Silva (Curitiba, 10 de janeiro de 2004), mais conhecido como Pedro Morisco, é um futebolista brasileiro que atua como goleiro. Atualmente joga pelo Coritiba.

## Carreira
Natural de Curitiba, Paraná, Morisco ingressou nas categorias de base do Coritiba em 2013, aos nove anos de idade. Após se destacar no time sub-20, foi promovido ao elenco principal em julho de 2023.
Morisco estreou profissionalmente e na Série A no dia 29 de novembro de 2023, como titular em um empate por 1 a 1 contra o Botafogo, quando o clube já estava rebaixado.
Em 2025, após passar três meses se recuperando de uma lesão na mão, Pedro Morisco retornou aos gramados em 19 de maio de 2025. Em suas primeiras nove partidas (até 11 de julho de 2025), ele não sofreu gols em oito delas, obtendo a melhor nota no Sofascore da temporada entre os goleiros das 20 principais ligas do mundo.

## Seleção Brasileira
Em 18 de novembro de 2020, Morisco foi convocado para um período de treinamentos com a seleção brasileira sub-17.

## Estatísticas
- Atualizado até 11 de julho de 2025[7]

| Clube    | Temporada | Jogos |
| -------- | --------- | ----- |
| Coritiba | 2023      | 3     |
| Coritiba | 2024      | 47    |
| Coritiba | 2025      | 20    |
| Total    | Total     | 70    |